# Carl Fischer (Bildhauer)
~
Carl Fischer (eigentlich Karl Leonhard F.; * 4. Juli 1888 in Hottingen; † 14. Januar 1987 in Herrliberg) war ein Schweizer Bildhauer und Kunstpädagoge.

## Leben und Werk

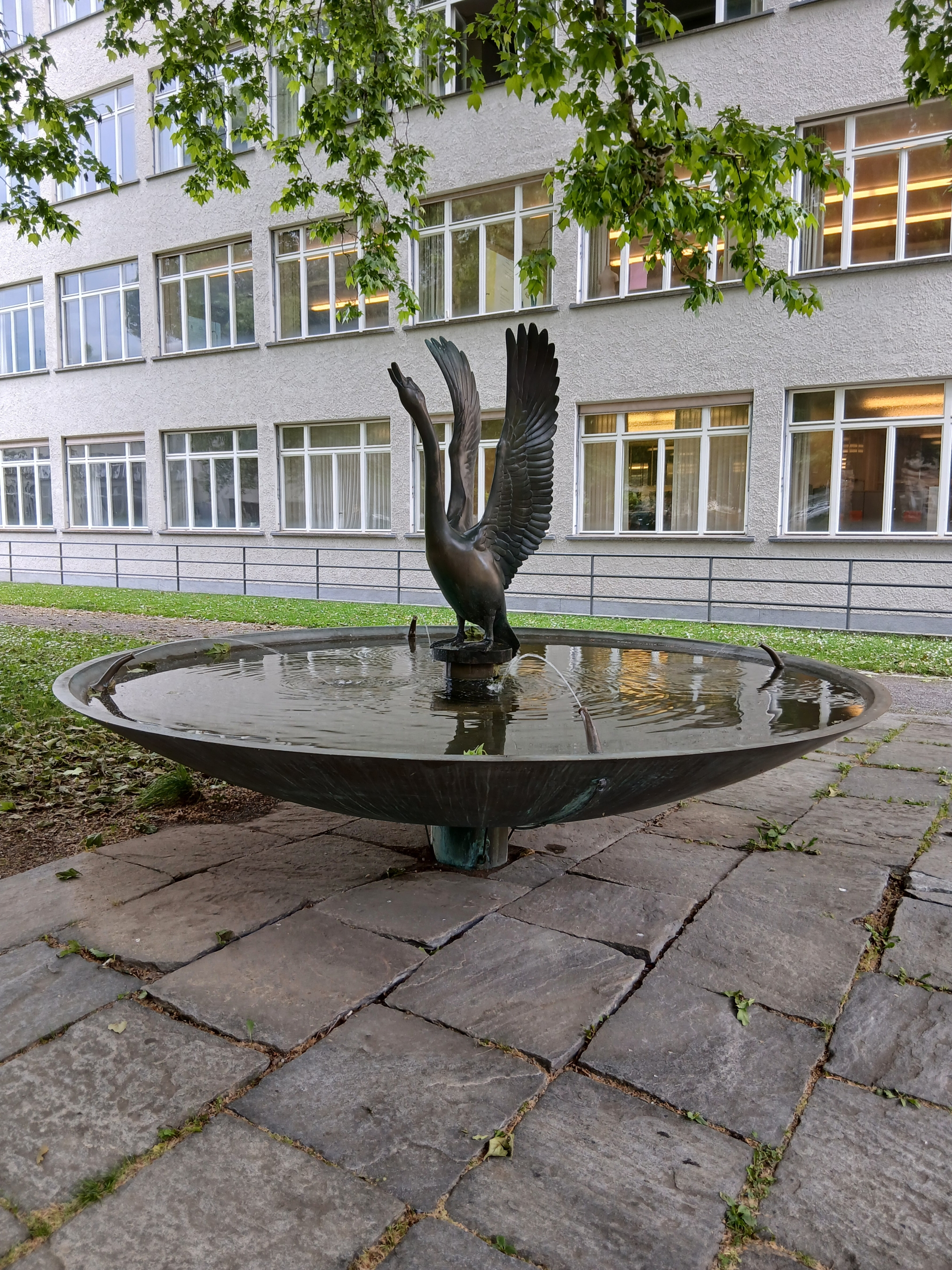
Schwan, Kunstgewerbeschule Zürich

Carl Fischer, der sich gelegentlich auch Carlos Fischer nannte, absolvierte in der väterlichen Werkstatt eine Lehre als Holzbildhauer. Später besuchte er die Kunstgewerbeschule Bern und die von Luise Stadler 1899 gegründete Kunstschule in Zürich. 
Anschliessend eröffnete Fischer seine eigene Werkstatt. 1914 wurde er von Alfred Johann Altherr als Lehrer an die Kunstgewerbeschule Zürich berufen. Fischer unterrichtete die Fächer Modellieren und Holzschnitzen, später auch Form- und Materiallehre. Zu seinen Schülern zählten u. a. Ernst Gubler, Otto Morach, Georgette Tentori-Klein, Hildi Hess und Charlotte Germann-Jahn.
Daneben beteiligte sich Fischer an wichtigen Ausstellungen und führte zahlreiche Kunst am Bau arbeiten aus. 
Zu seinen bekanntesten Werken gehören die beiden Genien aus Eisenguss von 1927, die die Bahnhofsuhr in Zürich-Enge flankieren. Für die Landi 1939 in Zürich schuf er die monumentalen Säulenfiguren der Abteilung Holz. 
Fischer war wie Johannes Itten Mitglied der Mazdaznan-Bewegung und wohnte ab 1920 in der Aryana-Kommune in Herrliberg, wo sich das Schweizer Zentrum dieser religiösen Heilslehre befand.
Carl Fischer war Mitbegründer des berühmten Schweizer Marionettentheaters (1918–1935), dessen legendäre Puppen er als Holzschnitzer gestaltete. Zudem war er Mitglied des Zentralvorstandes im Schweizerischen Werkbund, dem er seit der Gründung angehörte.
Während 32 Jahren war Carl Fischer Entwerfer der Schoggitaler für den Schweizer Heimatschutz und für Pro Natura.

## Werke (Auswahl)
- 1916: Sitzender Jüngling, Zentralbibliothek Zürich
- 1921: Holzschnitzerei (Spruchband) am Fuss der Orgelempore in der reformierte Kirche Kölliken
- 1922: Plastischer Fassadenschmuck, Wohnkolonie Röntgen-Josefstrasse und Sockelfiguren, Wohnkolonie Letten[3]
- 1930: Brunnenfiguren, Schulhaus Milchbuck
- 1933: Holzschnitzerei an Orgel und Kanzel, Evangelische Kirche Horn, Thurgau
- 1935: Brunnenplastik, Kunstgewerbeschule Zürich
- 1947: Brunnenfigur, Albisrieden

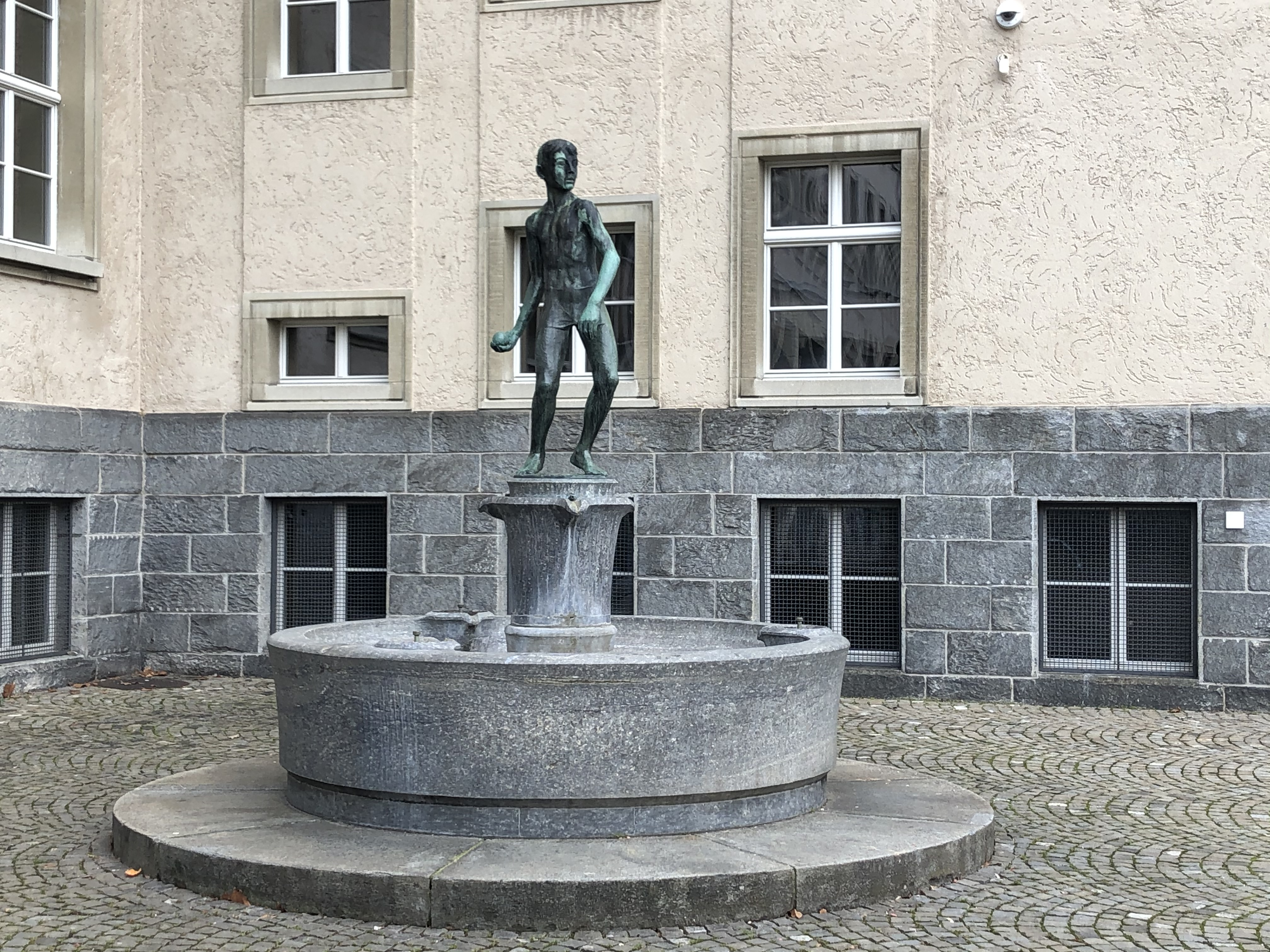
Brunnenfigur, Schulhaus Milchbuck
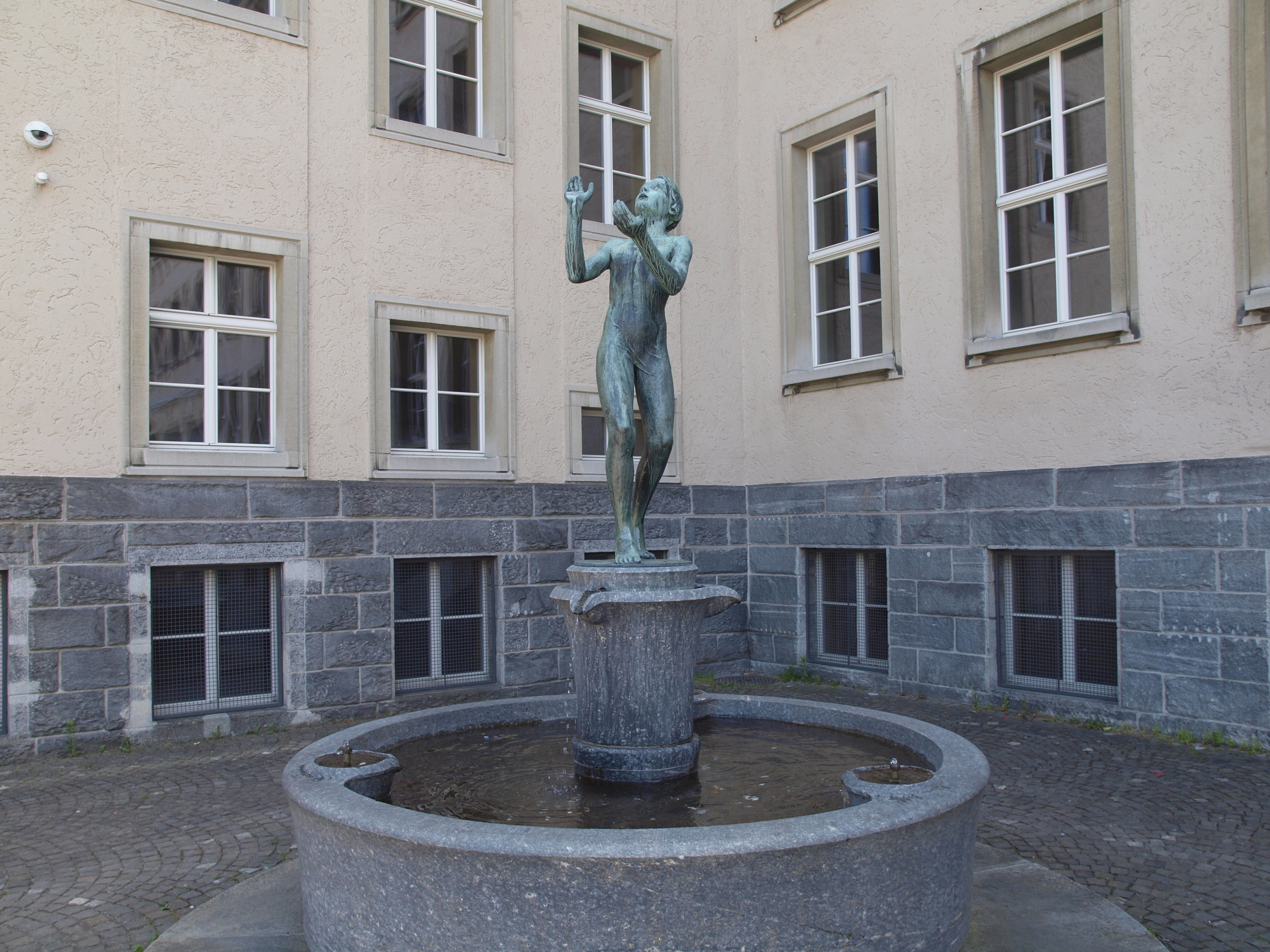
Brunnenfigur. Schulhaus Milchbuck
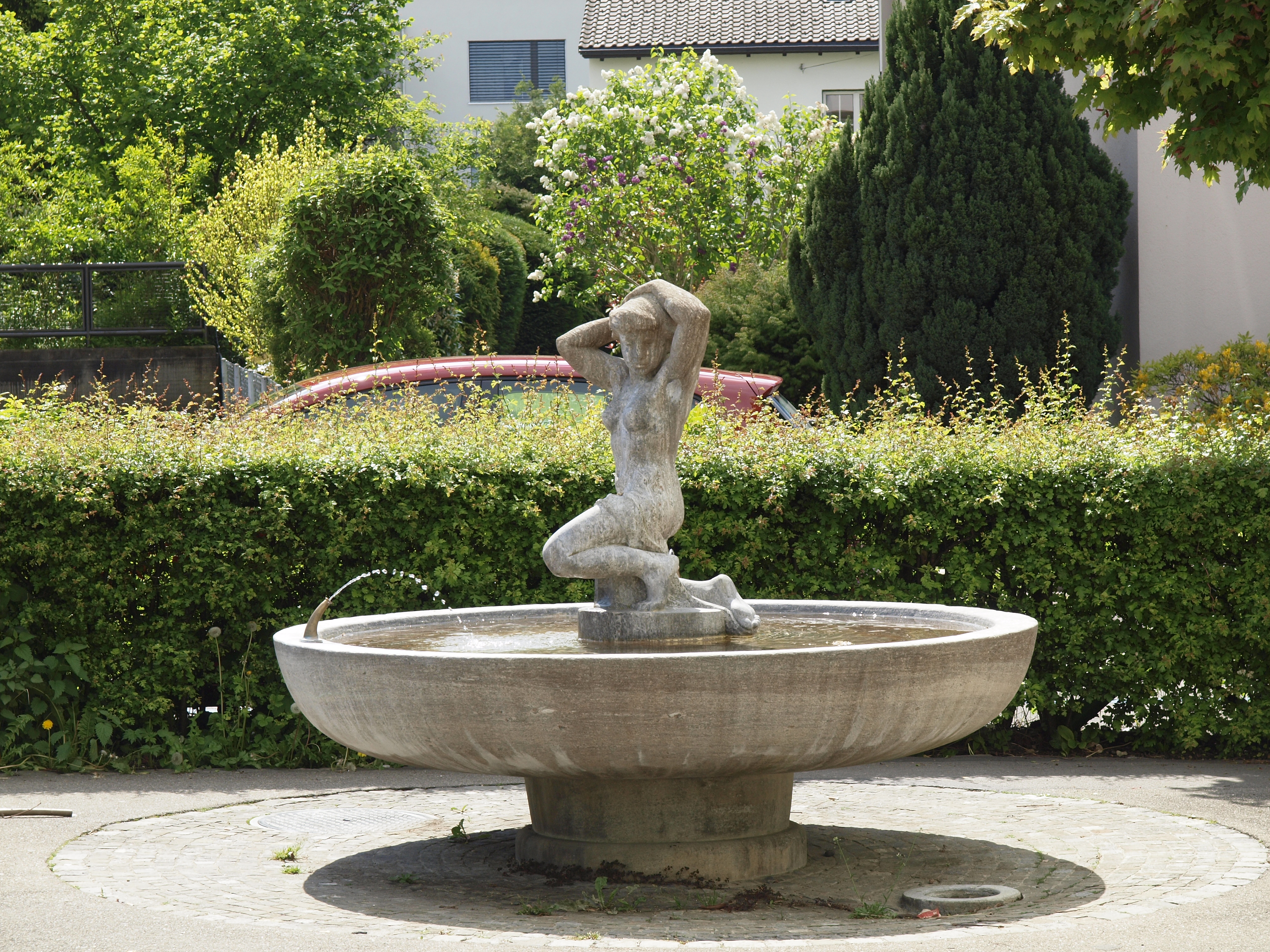
Brunnenfigur, Albisrieden